# Wider den Methodenzwang

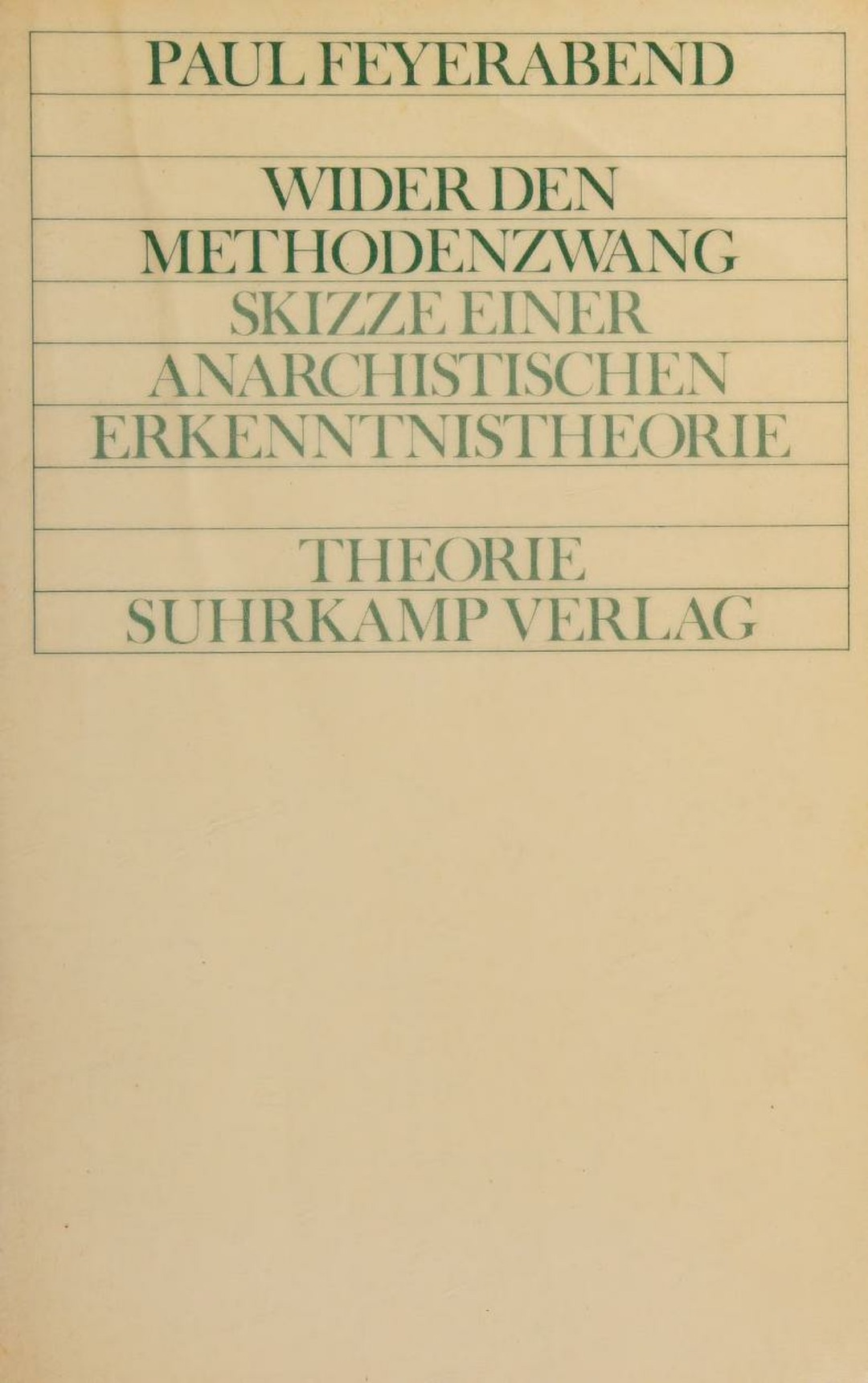
Deutschsprachige Ausgabe von 1976

Wider den Methodenzwang (Originaltitel: Against Method: Outline of an Anarchist Theory of Knowledge) ist ein von Paul Feyerabend veröffentlichtes Buch, in dem er den Methodenanarchismus beschreibt und für eine anarchistische Methodik in der Wissenschaft plädiert (siehe anything goes). Das Buch wurde 1975 veröffentlicht und 1976 ins Deutsche übersetzt. Eine zweite überarbeitete Auflage erschien 1988.

## Ausgaben
- Wider den Methodenzwang. Suhrkamp (stw 597), Frankfurt am Main 1976, ISBN 3-518-28197-6
- Against Method. New Left Books, London 1975, ISBN 0-902308-91-2
- Against Method. Fourth Edition. With an Introduction by Ian Hacking. 2010. Verso, London 2010, ISBN 1-84467-442-8